# Gentile Budrioli

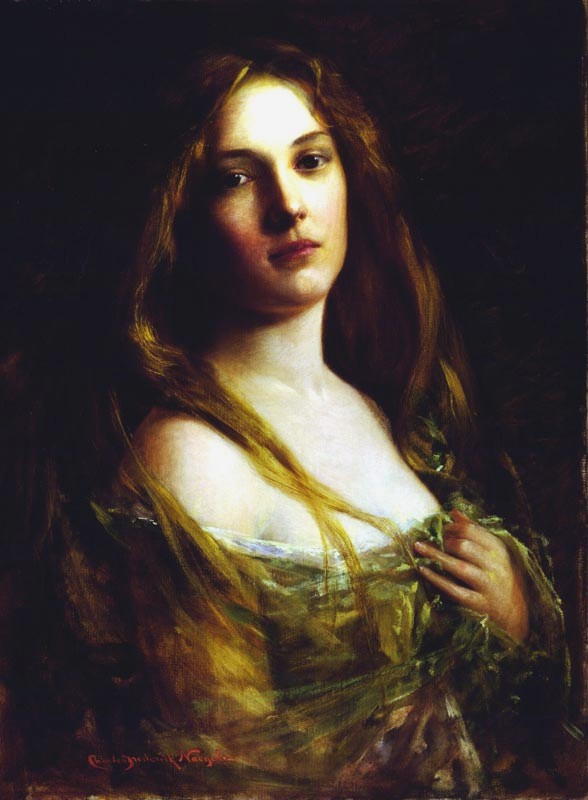
Retrato de una joven de Charles Frederick Naegele (1857-1944), frecuentemente utilizado en internet como supuesta representación de Budrioli.

Gentile Budrioli (Bolonia - Bolonia,14 de julio de 1498), también conocida como Gentile Cimieri, fue una astróloga y herbolaria italiana activa en Bolonia a fines del siglo XV. Estudió en la Universidad de Bolonia y también recibió clases de los frailes franciscanos. Budrioli llamó la atención de sus contemporáneos por su gran habilidad para curar y se hizo íntima amiga de Ginevra Sforza, esposa del gobernante de Bolonia, Giovanni II Bentivoglio. Gracias a ello, Budrioli ascendió rápidamente en el escalafón de la ciudad y ejerció brevemente como consejera en la corte boloñesa.
En 1498 fue acusada de brujería por no haber podido salvar a uno de los hijos de Bentivoglio de una enfermedad desconocida. El caso de Budrioli fue llevado por la Inquisición, que fabricó pruebas y la torturó. En su juicio, numerosas personas apoyaron las afirmaciones de que ella era una bruja, incluido su propio marido, Alessandro, quien se había opuesto firmemente a sus intereses científicos. Budrioli fue ahorcada y quemada viva ante una multitud de espectadores en la plaza de San Doménico en Bolonia.

## Trayectoria
Gentile Budrioli era una mujer noble nacida en una familia rica de Bolonia. Desde muy temprana edad fue inconformista y se interesó por la ciencia.
Budrioli se casó con el rico notario Alessandro Cimieri, propietario de una casa en Torresotto di Porta Nuova, frente a la Basílica de San Francisco en Bolonia. El matrimonio fue concertado por su padre, ya que Cimieri pertenecía a otra familia acomodada y, al parecer, era de carácter apacible; el padre de Budrioli tal vez creyó que aquel hombre podría limitar las aspiraciones de su hija. Budrioli y Cimieri tuvieron siete hijos: tres mujeres y cuatro varones (uno de los cuales se llamó Carlo).
Según las fuentes que se han conservado, Budrioli era una dama rica, culta y hermosa, pero su vida de casada con Cimieri le parecía aburrida. Mantenía su profundo interés por la ciencia, para descontento de su marido. Budrioli asistió a clases y conferencias en la Universidad de Bolonia, en particular a clases de astrología impartidas por el profesor Scipione Manfredi. Cuando su marido se enteró, impidió que siguiera asistiendo a ellas. Además de los estudios universitarios, Budrioli también buscó al fraile franciscano Silvestro en un convento franciscano cercano a su casa, donde aprendió artes curativas a base de hierbas. Durante un tiempo, se reunía con Silvestro todos los días para aprender.
Con el tiempo, Budrioli adquirió una gran experiencia médica, llegando a ser considerada por muchos mejor que los médicos profesionales de Bolonia. Puso su experiencia a disposición de los demás residentes de la ciudad, ayudándolos con sus afecciones tanto físicas como psicológicas. Entre sus pacientes más destacados se encontraba Ginevra Sforza, esposa de Giovanni II Bentivoglio, gobernante de Bolonia. Sforza acudió por primera vez a Budrioli debido a que tenía dolores de parto. Ambas se hicieron muy pronto amigas, unidas por un interés compartido en el esoterismo. Budrioli y Sforza a menudo pasaban tardes y noches enteras hablando y leyendo juntas. La experiencia de Budrioli y su amistad con Sforza le permitieron ascender rápidamente en la jerarquía de la ciudad y en poco tiempo fue nombrada consejera de la corte de Bentivoglio.

## Acusación de brujería
Al tratarse de una mujer experta que no mantuvo en secreto su influencia ni sus conocimientos científicos, algunos miembros de la nobleza de Bolonia veían a Budrioli con recelo. Su rápido ascenso al poder también la convirtió en blanco de envidia y calumnias por parte de otras personalidades influyentes de la ciudad. Cuando Budrioli no logró salvar a uno de los hijos enfermos de Bentivoglio de una enfermedad desconocida, a pesar de haberlo intentado durante varios días, la familia Malvezzi, una familia rival de los Bentivoglio, aprovechó la oportunidad y afirmó que Budrioli había causado la enfermedad del niño mediante brujería. Además se la acusó de estar detrás de otros sucesos negativos en la ciudad. Es posible que las acusaciones contra Budrioli fueran un ataque velado contra Sforza, que era demasiado poderosa para ser atacada directamente. Las acusaciones de brujería eran comunes durante esta época no sólo debido a la superstición y las aspiraciones políticas, sino también debido a incentivos económicos; si alguien era ejecutado por brujería, sus pertenencias eran confiscadas y divididas entre la iglesia y el gobierno local.

### Juicio y tortura

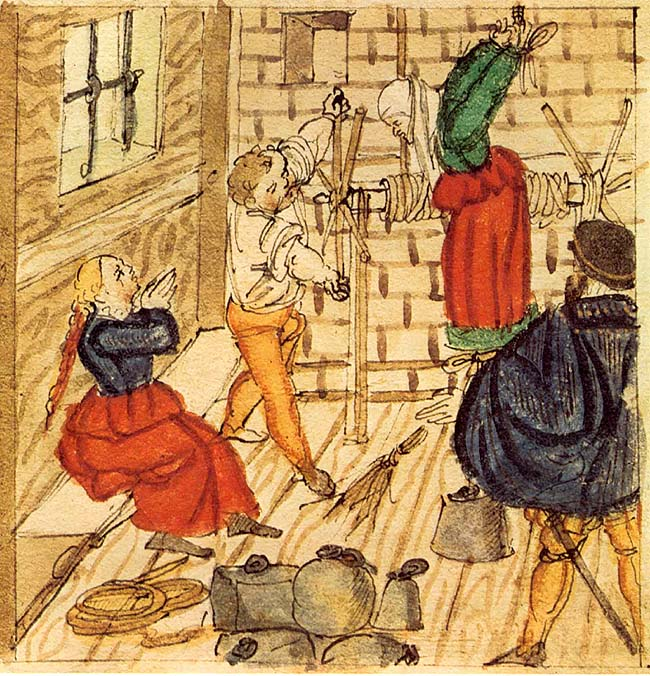
Representación del de la tortura de una acusada de brujería.

Según se informa, las acusaciones convencieron a Bentivoglio y Budrioli fue arrestada inmediatamente. La ejecución de Budrioli por brujería fue quizás un ardid de Bentivoglio para mejorar su relación con el papa Alejandro VI, quien en ese momento amenazaba con poner a Bolonia bajo control papal. Sforza no hizo nada para defenderla, quizá temiendo que ella también se enfrentaría a un castigo si lo hacía.
El caso de Budrioli fue tratado por la Inquisición, que a menudo era particularmente violenta con las mujeres acusadas de brujería. Según se informa, la Inquisición local había estado vigilando sus actividades durante algún tiempo, esperando cualquier paso en falso. Poco después de que Budrioli fuera encarcelada, los jueces de la Inquisición allanaron su casa y "descubrieron evidencia" de brujería, como rastros de sangre, una variedad de capas, ampollas con diversos líquidos y un altar.
Tras la redada, Budrioli fue juzgada oficialmente. Numerosos testigos afirmaron que era una bruja. Debido a la fascinación de Budrioli tanto por la astrología como por las hierbas medicinales, no fue difícil convencer a los ciudadanos de su culpabilidad. Uno de los sirvientes de Budrioli afirmó que le había enseñado un hechizo de amor. Cimieri, el propio marido de Budrioli, también la acusó de brujería, afirmando que ella le había lanzado un hechizo que dificultaba su intelecto. También se afirmó que había lanzado hechizos sobre su hermano Ercole. Algunos de los testigos afirmaron que Budrioli era capaz de predecir el futuro mirando las estrellas.
Tras el juicio, los inquisidores realizaron un segundo registro en su residencia y encontraron más pruebas que no habían visto la primera vez, como símbolos sagrados profanados, otro altar con imágenes de Lucifer, doce bolsas con órganos humanos y huesos robados de un cementerio. Tras varios días de horribles torturas y justo antes de que los interrogadores comenzaran a amputarle los miembros, Budrioli confesó haber practicado el ocultismo durante dos décadas, un delito del que no era culpable. Según el historiador italiano Giovanni Battista Sezanne, la confesión de Budrioli fue la siguiente:

"¡Oh, por el amor de Dios, llévenme lejos de estas penas del infierno! ... Diré, diré cualquier cosa. Confieso todo lo que han dicho contra mí los testigos... ¿No les basta, señores? Déjenme abrazar una vez más a mis hijos y a mi marido y luego... mátenme."

### Ejecución
En la mañana del 14 de julio de 1498, Budrioli fue llevado a la plaza de San Doménico, justo enfrente de su casa. Allí la rociaron con brea y le ataron una soga al cuello; Budrioli fue ahorcada y quemada simultáneamente. Los funcionarios encargados de la quema arrojaron pólvora al fuego para entretener a los espectadores. Muchos de los espectadores estaban convencidos de que las llamas adicionales fueron causadas por el diablo, que creían venía a recuperar el alma de Budrioli. Budrioli no recibió sepultura después de la quema, y sus cenizas fueron esparcidas por el viento.
Sforza no asistió a la quema; al parecer estaba en la residencia de Budrioli en ese momento y lloró. Tras la ejecución, Sforza se hizo cargo de las hijas de Budrioli, concertando matrimonios favorables para algunas y colocando a otras en conventos.

## Legado
El historiador italiano Leandro Alberti (1479-1552) dedicó dos páginas de su historia de Bolonia ( Istoria di Bologna, etc., publicada en dos volúmenes en 1514 y 1543) a la historia de Budrioli y su ejecución. Budrioli sigue siendo recordada hasta el día de hoy como la strega enormissima di Bologna, la "gran bruja de Bolonia". Budrioli fue citada en 2018 por la escritora italiana Barbara Baraldi como una de las muchas mujeres a lo largo de la historia que tuvieron que pagar un alto precio por adelantarse a su tiempo. En 2011, la Accademia Culturale dei Castelli de Aria creó un musical basado en la amistad de Budrioli y Sforza, titulado Ginevra e Gentile ("Ginevra y Gentile").